# Tart-l'Abbaye
 Tart-l'Abbaye  là một xã thuộc tỉnh Côte-d’Or trong vùng Bourgogne-Franche-Comté miền đông nước Pháp.